# Kserks II.
Kserks II. (perzijsko خشايارشا دوم‎‎, Ksšayāršā) je bil perzijski kralj in sin in naslednik Artakserksa I., * 5. stoletje pr. n. št, Ahemenidsko cesarstvo, † 424 pr. n. št., Perzepolis, Ahemenidsko cesarstvo.
Po 45 dneh vladanja ga je leta 424 pr. n. št. umoril  polbrat Sogdijan, njega pa pol leta kasneje njun polbrat Noh, kasnejši kralj Darej II. Kserks II. je bil nepomembna zgodovinska oseba, znana predvsem iz Ktezijevih besedil. Po njegovih podatkih je bil edini zakonski sin Artakserksa I. in kraljice Damapsije in kronski princ.
Zadnji napis, ki omenja še živega Artakserksa I., je datiran v leto 424 pr. n. št. Prestol je domnevno nasledil Kserks II., njegova polbrata pa sta prestol zahtevala zase. Prvi je bil Sogdijan, sin Artakserksa I. in njegove priležnice Alogine Babilonske. Drugi je bil Darej II., sin Artakserksa I. in njegove priležnice Kozmartidene Babilonske, poročen s Parisatis, hčerko Artakserksa I. in priležnice Andije Babilonske in polsestro vseh treh polbratov.
Kserks II. je bil kot kralj očitno priznan samo v Perziji, Sogdijan pa v Elamu. Prvi zapis, ki Noha omenja kot Dareja II., je datiran v 10. januar 423 pr. n. št. Pred tem je bil satrap Hirkanije in bil kot kralj kmalu priznan v Mediji, Babiloniji in Egiptu. Kserks II. je vladal samo 45 dni, potem pa je bil med popivanjem s Farnacijem in Menostanom na Sogdijanov ukaz umorjen. Sogdijan, ki  je očitno dobil podporo na Kserksovih ozemljih, je bil umorjen nekaj mesecev kasneje. Darej II. je postal izključni vladar Ahemenidskega cesarstva in vladal do leta 404 pr. n. št.

## Sklic
1. 1 2  S. Zawadzki.  The Circumstances of Darius II's Accession. V Jaarbericht Ex Oriente Lux 34 (1995-1996): 45-49.

| Kserks II. Ahemenidska dinastijaRojen: ? Umrl: 424 pr. n. št. |                                     |                     |
| Predhodnik: Artakserks I.                                     | Veliki kralj Perzije 424 pr. n. št. | Naslednik: Sogdijan |
| Predhodnik: Artakserks I.                                     | Faraon Egipta 424 pr. n. št.        | Naslednik: Sogdijan |